# Рог (Калязинский район)
Рог — деревня в Калязинском районе Тверской области. Входит в состав Нерльского сельского поселения.

## География
Находится в юго-восточной части Тверской области на расстоянии приблизительно 15 км на юг-юго-запад по прямой от районного центра города Калязин на левом берегу реки Нерль.

## История
Была отмечена на карте 1825 года. В 1859 году здесь (тогда деревня Калязинского уезда Тверской губернии) было учтено 19 дворов, в 1941 — 10, в 1978 —7 .

## Население
Численность населения: 62 человека (1859 год), 6 (русские 83 %) в 2002 году, 1 в 2010.